# 16e étape du Tour de France 2008
Pour un article plus général, voir Tour de France 2008.
La 16e étape du Tour de France 2008 s'est déroulée le 22 juillet. Le parcours de 157 km reliait Coni à Jausiers.

## Profil de l'étape
Au lendemain du deuxième jour de repos, le Tour prend le départ de la ville italienne de Coni, dans le Piémont. Le début de parcours est effectué dans la vallée de la Stura di Demonte et comprend les deux sprints intermédiaires, à Vignolo et Vinadio. Immédiatement après ce deuxième point, les coureurs débutent l'ascension menant au col de la Lombarde, première de deux difficultés hors-catégorie du jour. Cette montée de 21,5 km présente une pente moyenne de 6,9 %. Ce col marque la frontière entre l'Italie et la France. La descente mène à Isola. Le trajet se dirige ensuite vers le nord-ouest pour rejoindre la deuxième ascension, le col de la Bonette, qui s'élève à 2 802 mètres après 25,5 km d'ascension à 6,5 %. Les 23,5 derniers kilomètres après le passage du col sont en descente jusqu'à l'arrivée, située à Jausiers.

## La course
Dès le départ à Coni, de nombreux coureurs tentent de partir, notamment Sylvain Chavanel qui passe en tête au premier sprint intermédiaire à Vignolo, mais le peloton reprend systématiquement les attaques jusqu'au kilomètre 42. Samuel Dumoulin s'échappe, accompagné de Stefan Schumacher, Sébastien Rosseler, Christophe Le Mével et Thomas Voeckler et l'écart avec le peloton augmente rapidement. Un groupe de 24 coureurs, dont Yaroslav Popovych, George Hincapie, Cyril Dessel, Nicolas Portal et Sylvain Chavanel, s'est également détaché du peloton et reste à faible distance des cinq échappés.
Les cinq coureurs de tête commencent l'ascension du col de la Lombarde avec quarante secondes d'avance sur le groupe de poursuivants et plus de quatre minutes sur le peloton, dont s'extrait un nouveau groupe de poursuivants, comportant notamment Damiano Cunego, Maxime Monfort, Tadej Valjavec et Sandy Casar. En raison du rythme de Schumacher, ses compagnons d'échappée sont progressivement distancés durant l'ascension, et l'Allemand franchit seul le col avec environ cinq minutes d'avance sur les deux groupes de poursuivants, le second en passe de rattraper le premier. Le peloton a presque dix minutes de retard.
L'avance de Stefan Schumacher sur le peloton atteint douze minutes au pied du col de la Bonette, alors que les groupes de poursuivants se sont réunis. Durant l'ascension, l'écart entre le coureur de tête et les poursuivants diminue, ainsi que le retard du peloton, dans lequel l'équipe Team CSC imprime un rythme soutenu. De nombreux coureurs sont progressivement lâchés, entre autres Cunego qui sera repris par un peloton réduit aux favoris du classement général, à l'exception de Vincenzo Nibali, Christian Vande Velde et Vladimir Efimkin, distancés.
Schumacher est repris à six kilomètres du sommet par le groupe de poursuivants, et John-Lee Augustyn attaque dans le dernier kilomètre et passe en tête au sommet, poursuivi par David Arroyo, Cyril Dessel, Sandy Casar et Yaroslav Popovych, les autres coureurs étant distancés.
Dans le début de la descente, Augustyn chute sans gravité mais perd toute chance de remporter l'étape. La descente pose également problème pour Denis Menchov, distancé par le peloton. L'étape est finalement remportée par Dessel devant Casar, le groupe des favoris arrivant 1 min 28 s après. Cette étape n'a que peu d'impact dans le classement général pour les premiers, toutefois Menchov, Vande Velde et Efimkin perdent du temps sur le maillot jaune Fränk Schleck. Andy Schleck prend le maillot blanc à Nibali,.

## Sprints intermédiaires
| Premier   | Sylvain Chavanel | 6 pts. |
| Deuxième  | George Hincapie  | 4 pts. |
| Troisième | Bram Tankink     | 2 pts. |

| Premier   | Samuel Dumoulin     | 6 pts. |
| Deuxième  | Stefan Schumacher   | 4 pts. |
| Troisième | Christophe Le Mével | 2 pts. |

## Côtes
| Premier   | Stefan Schumacher   | 20 pts. |
| Deuxième  | Christophe Le Mével | 18 pts. |
| Troisième | Thomas Voeckler     | 16 pts. |
| Quatrième | Yaroslav Popovych   | 14 pts. |
| Cinquième | Kanstantsin Siutsou | 12 pts. |
| Sixième   | Jens Voigt          | 10 pts. |
| Septième  | Cyril Dessel        | 8 pts.  |
| Huitième  | John-Lee Augustyn   | 7 pts.  |
| Neuvième  | Sébastien Rosseler  | 6 pts.  |
| Dixième   | José Iván Gutiérrez | 5 pts.  |

| Premier   | John-Lee Augustyn   | 40 pts. |
| Deuxième  | Cyril Dessel        | 36 pts. |
| Troisième | David Arroyo        | 32 pts. |
| Quatrième | Yaroslav Popovych   | 28 pts. |
| Cinquième | Sandy Casar         | 24 pts. |
| Sixième   | George Hincapie     | 20 pts. |
| Septième  | Tadej Valjavec      | 16 pts. |
| Huitième  | Kanstantsin Siutsou | 14 pts. |
| Neuvième  | Nicolas Portal      | 12 pts. |
| Dixième   | Stefan Schumacher   | 10 pts. |

## Classement de l'étape
| Classement de la 16e étape | Classement de la 16e étape | Classement de la 16e étape | Classement de la 16e étape | Classement de la 16e étape |
|                            | Coureur                    | Pays                       | Équipe                     | Temps                      |
| -------------------------- | -------------------------- | -------------------------- | -------------------------- | -------------------------- |
| 1er                        | Cyril Dessel               | FRA                        | AG2R-La Mondiale           | en 4 h 31 min 27 s         |
| 2e                         | Sandy Casar                | FRA                        | Française des jeux         | m.t.                       |
| 3e                         | David Arroyo               | ESP                        | Caisse d'Épargne           | m.t.                       |
| 4e                         | Yaroslav Popovych          | UKR                        | Silence-Lotto              | + 03 s                     |
| 5e                         | George Hincapie            | USA                        | Team Columbia              | + 24 s                     |
| 6e                         | Nicolas Portal             | FRA                        | Caisse d'Épargne           | + 24 s                     |
| 7e                         | Tadej Valjavec             | SLO                        | AG2R-La Mondiale           | + 24 s                     |
| 8e                         | Stefan Schumacher          | GER                        | Gerolsteiner               | + 1 min 03 s               |
| 9e                         | Andy Schleck               | LUX                        | Team CSC Saxo Bank         | + 1 min 28 s               |
| 10e                        | Bernhard Kohl              | AUT                        | Gerolsteiner               | + 1 min 28 s               |
| modifier                   |                            |                            |                            |                            |

## Classement général
| Classement général | Classement général    | Classement général | Classement général | Classement général  |
|                    | Coureur               | Pays               | Équipe             | Temps               |
| ------------------ | --------------------- | ------------------ | ------------------ | ------------------- |
| 1er                | Fränk Schleck         | LUX                | Team CSC Saxo Bank | en 68 h 30 min 16 s |
| 2e                 | Bernhard Kohl         | AUT                | Gerolsteiner       | + 07 s              |
| 3e                 | Cadel Evans           | AUS                | Silence-Lotto      | + 08 s              |
| 4e                 | Carlos Sastre         | ESP                | Team CSC Saxo Bank | + 49 s              |
| 5e                 | Denis Menchov         | RUS                | Rabobank           | + 1 min 13 s        |
| 6e                 | Christian Vande Velde | USA                | Garmin Chipotle    | + 3 min 15 s        |
| 7e                 | Kim Kirchen           | LUX                | Team Columbia      | + 3 min 23 s        |
| 8e                 | Alejandro Valverde    | ESP                | Caisse d'Épargne   | + 4 min 11 s        |
| 9e                 | Samuel Sánchez        | ESP                | Euskaltel-Euskadi  | + 4 min 38 s        |
| 10e                | Tadej Valjavec        | SLO                | AG2R-La Mondiale   | + 5 min 23 s        |
| modifier           |                       |                    |                    |                     |

## Classements annexes

### Classement par points
| Classement par points | Classement par points | Classement par points | Classement par points | Classement par points |
| --------------------- | --------------------- | --------------------- | --------------------- | --------------------- |
|                       | Coureur               | Pays                  | Équipe                | Point(s)              |
| 1er                   | Óscar Freire          | ESP                   | Rabobank              | 219 points            |
| 2e                    | Thor Hushovd          | NOR                   | Crédit agricole       | 172 pts               |
| 3e                    | Erik Zabel            | GER                   | Team Milram           | 167 pts               |
| modifier              |                       |                       |                       |                       |

### Classement de la montagne
| Classement du meilleur grimpeur | Classement du meilleur grimpeur | Classement du meilleur grimpeur | Classement du meilleur grimpeur | Classement du meilleur grimpeur |
| ------------------------------- | ------------------------------- | ------------------------------- | ------------------------------- | ------------------------------- |
|                                 | Coureur                         | Pays                            | Équipe                          | Point(s)                        |
| 1er                             | Bernhard Kohl                   | AUT                             | Gerolsteiner                    | 85 points                       |
| 2e                              | Sebastian Lang                  | GER                             | Gerolsteiner                    | 60 pts                          |
| 3e                              | Thomas Voeckler                 | FRA                             | Bouygues Telecom                | 55 pts                          |
| modifier                        |                                 |                                 |                                 |                                 |

### Classement du meilleur jeune
| Classement général du meilleur jeune | Classement général du meilleur jeune | Classement général du meilleur jeune | Classement général du meilleur jeune | Classement général du meilleur jeune |
|                                      | Coureur                              | Pays                                 | Équipe                               | Temps                                |
| ------------------------------------ | ------------------------------------ | ------------------------------------ | ------------------------------------ | ------------------------------------ |
| 1er                                  | Andy Schleck                         | LUX                                  | Team CSC Saxo Bank                   | en 68 h 39 min 17 s                  |
| 2e                                   | Vincenzo Nibali                      | ITA                                  | Liquigas                             | + 06 s                               |
| 3e                                   | Roman Kreuziger                      | CZE                                  | Liquigas                             | + 50 s                               |
| modifier                             |                                      |                                      |                                      |                                      |

### Classement par équipes
| Classement par équipes | Classement par équipes | Classement par équipes | Classement par équipes |
|                        | Équipe                 | Pays                   | Temps                  |
| ---------------------- | ---------------------- | ---------------------- | ---------------------- |
| 1re                    | Team CSC Saxo Bank     | Danemark               | en 205 h 22 min 34 s   |
| 2e                     | AG2R-La Mondiale       | France                 | + 4 min 02 s           |
| 3e                     | Rabobank               | Pays-Bas               | + 43 min 28 s          |
| modifier               |                        |                        |                        |

### Combativité
Stefan Schumacher (Gerolsteiner)

## Abandon
- Sébastien Chavanel (La Française des jeux)
- Francesco Chicchi, hors délai (Liquigas)